# Pardosa hypocrita
Pardosa hypocrita är en spindelart som först beskrevs av Simon 1882.  Pardosa hypocrita ingår i släktet Pardosa och familjen vargspindlar. Inga underarter finns listade i Catalogue of Life.